# Pegasta kolobarnica
Pegasta kolobarnica (znanstveno ime Tricholoma pardinum) je gliva iz rodu kolobarnic (Tricholoma).

## Značilnosti
Klobuk ima premer od 5 do 15 cm. Sprva je polkrogel in se z zrelostjo razširi ter na sredini obdrži široko in plitvo grbico. Rob je najprej zavit navznoter in se kasneje odvije in izravna. Površina klobuka je srebrno siva in prekrita s koncentričnimi temno sivimi, rjavimi ali črnkastimi luskami, ki so proti robu svetlejše. 
Lističi so prosti (niso pritrjeni na bet), široki in bele barve, ki ima včasih rumen ali zelenkast odtenek. S starostjo postane ostrinka nazobčana in hrapava. So neenako dolgi zaradi vmesnih lističev, ki ne segajo od beta do roba klobuka.
Bet je visok od 3 do 12 cm in širok od 1,5 do 3 cm in se proti dnišču razširi. Je bele, bledo sive ali bledo rjave barve. Površina je gladka ali rahlo vzdolžno vlaknata. Dnišče se ob poškodbah obarva umazano rjavo do rumeno. Nima obročka ali ostanka volve v dnišču.
Meso je belkasto in ima prijeten mokast vonj in okus.

## Razširjenost in življenjski prostor
Pegasta kolobarnica je razširjena po Evropi, kjer je bolj pogosta na jugu in v Severni Ameriki. V Aziji je bila najdena v provinci Izmir v Turčiji ter na Kitajskem in na Japonskem. 
Tvori Mikorizo z mešanim drevjem, najpogosteje z bukvijo in jelko. V nekaterih toplejših letih z obiljem padavin se pojavlja v izobilju in v večjih skupinah, pogosteje pa se pojavlja posamično.

## Mikroskopske značilnosti
Trosni odtis je bele barve. Trosi so ovalni do podolgovati, gladki, hialinski (prosojni), neamiloidni in merijo 7,5–9 x 5–7 μm.

## Podobne vrste
- rjavoluska kolobarnica (Tricholoma filamentosum) ima vlaknat klobuk in bet
- prstena kolobarnica (Tricholoma terreum) je manjša, ne diši po moki in nima luskastega klobuka
- črnoluska kolobarnica (Tricholoma atrosquamosum) je manjša in temnejša ter ima pekoč okus
- zimska kolobarnica (Tricholoma portentosum) ima enakomerno siv klobuk brez lusk

## Uporabnost
Pegasta kolobarnica je ena od mnogih strupenih kolobarnic. Njena velikost, mesnat videz in prijeten vonj ter okus neprevidnim gobarjem delujejo vabljivo, zato so zastrupitve z njo razmeroma pogoste. Povzroča zelo neprijetne gastrointestinalne simptome, kot so slabost, vrtoglavica, bruhanje in driska. Ti se pojavijo petnajst minut do dve uri po zaužitju in pogosto vztrajajo po več ur, popolno okrevanje pa traja štiri do šest dni. Zdi se, da še neznan toksin povzroči nenadno vnetje sluznice želodca in črevesja.